# Judie Aronson
Judith M. Aronson (Los Ángeles, 7 de junio de 1964) es una actriz estadounidense, reconocida por su trabajo en producciones como Pursuit of Happiness, Friday the 13th: The Final Chapter y Weird Science.

## Carrera
Aronson nació en Los Ángeles, California, en 1964. Inició su carrera en el cine apareciendo en la película de terror Friday the 13th: The Final Chapter de 1984 en el papel de Samantha, una joven que es asesinada por Jason Voorhees en un bote inflable. En 1985 protagonizó la exitosa película de comedia Weird Science en el papel de Hilly y en la película de acción American Ninja. Aparte de algunos cortometrajes, no ha aparecido en cine o televisión desde la película Kiss Kiss Bang Bang de 2005.
La muerte de su personaje en Friday the 13th: The Final Chapter fue filmada en una fría noche de diciembre. Hacía tanto frío en medio del lago que Judie Aronson se echó a llorar. Irónicamente, el salvador de Judie fue Jason Voorhees, o más bien el doble que lo interpretó, Ted White. Indignado por esto, exigió al director Joseph Zito que dejara calentar a la actriz o dejaría el papel; Zito no tenía ni el tiempo ni el dinero para encontrar otro doble de acción lo suficientemente grande como para interpretar a Jason. Aun así, Judie había desarrollado hipotermia mientras filmaba la escena.
Aronson ha hecho numerosas apariciones como invitada en programas de televisión como Sledge Hammer!, The Powers of Matthew Star, Simon & Simon, Midnight Caller, Full House, Beverly Hills 90210, Charles in Charge y Law & Order: Criminal Intent. Apareció en el video musical de 1990 "(Can't Live Without Your) Love and Affection" de la banda de hard rock Nelson.

## Filmografía

### Cine y televisión
- Friday the 13th: The Final Chapter (1984) - Samantha
- Things Are Looking Up (1984) - Randi White
- Weird Science (1985) - Hilly
- American Ninja (1985) - Patricia Hickock
- Sledge Hammer! (1986) - Francine
- Full House (1987) - Raven
- After Midnight (1989) - Jennifer
- The Sleeping Car (1990) - Kim
- Cool Blue (1990) - Cathy
- Desert Kickboxer (1992) - Claudia Valenti
- Lisa Picard Is Famous (2000) - Liz
- Deep Core (2000) - Lilly
- Hannibal (2001) - Reportera
- Kiss Kiss Bang Bang (2005)
- We Fight to Be Free (2006) - Emily Chamberlayne
- The Secret of 40 (2016) - Marie